# Peter Jankowitsch
Peter Jankowitsch (* 10. Juli 1933 in Wien) ist ein österreichischer Politiker (SPÖ) und Diplomat. Er war als Nachfolger von Leopold Gratz und Vorgänger von Alois Mock der elfte Außenminister der Zweiten Republik.

## Leben

### Außenpolitische Arbeit
Nach dem Studium der Rechtswissenschaften an der Universität Wien, wo er 1958 zum Dr. iuris promovierte, trat Peter Jankowitsch, dessen politische Laufbahn als Obmann des Verbands Sozialistischer Studenten (VSStÖ) begann, 1957 in das österreichische Außenministerium ein. 1964 eröffnete er – als jüngster Botschafter seit Bestehen der Republik – Österreichs erste Botschaft im frankophonen Afrika in Dakar (Senegal). 1970 wurde er Kabinettschef des Bundeskanzlers Bruno Kreisky, zu dessen engsten Mitarbeitern er gehörte. 1972 wechselte er als Ständiger Vertreter (Chefdelegierter) Österreichs bei den Vereinten Nationen nach New York (bis 1978). In dieser Funktion war er bis 1974 der erste Vertreter Österreichs im Sicherheitsrat der Vereinten Nationen und turnusmäßig dessen Vorsitzender. 1972 übernahm Peter Jankowitsch auch den Vorsitz von COPUOS. 1978–83 war Jankowitsch Ständiger Vertreter Österreichs bei der OECD in Paris.
1983 wechselte er in den Nationalrat und war Internationaler Sekretär der SPÖ.
1986–1987 wurde er unter Vranitzky Außenminister (I. Kabinett), und dann Dezember 1990 – April 1992 erster Europastaatssekretär (Integration und Entwicklungszusammenarbeit, III.).
1993 trat er wieder in den diplomatischen Dienst und war bis 1998 neuerlich Ständiger Vertreter bei der OECD und auch bei der ESA. Er setzte sich intensiv für deren Öffnung gegenüber den neuen Demokratien Ost- und Mitteleuropas ein. Als federführender Mitverhandler des Multinationalen Investitionsabkommens (MIA) bemühte er sich um einen „fairen Ausgleich zwischen Gewinnern und Verlierern“ der Globalisierung. Jankowitsch führte in dieser Zeit unter anderem auch den Vorsitz in der Parlamentarierversammlung der EFTA, dem Gemischten parlamentarischen Ausschuss Österreich-EG und der Menschenrechtskommission der Sozialistischen Internationale (SI). Mit Anliegen der Entwicklungsländer befasste er sich in der Sozialistischen Internationale an der Seite ihres Präsidenten Willy Brandt. Er fungierte weiters als Ko-Vorsitzender des ersten Afrika-Komitees der SI. Er war auch Beobachter Österreichs bei der Bewegung der Blockfreien Staaten (NAM) und der Internationalen Organisation der Frankophonie und leitete das von Bruno Kreisky gegründete Wiener Institut für Entwicklungsfragen und Zusammenarbeit (VIDC).
Seit 1998 ist Jankowitsch Generalsekretär des Österreichisch-Französischen Zentrums für Annäherung in Europa (OEFZ) und Präsident der Gesellschaft Österreich Vietnam (GÖV). Zudem ist er Präsident der Jerusalem Foundation in Österreich, Vorsitzender des Beirats zur Agentur für Luft- und Raumfahrt, sowie Ehrenpräsident der Österreichischen Gesellschaft für Europapolitik und der Österreichischen Namibia-Gesellschaft (ÖNG). Seit 2008 ist Jankowitsch auch Vizepräsident der überparteilichen Österreichischen Gesellschaft für Außenpolitik und die Vereinten Nationen (ÖGAVN).

### Innenpolitische Karriere
- 1970–1973 Kabinettschef des Bundeskanzlers (zur Zeit der  Bundesregierung Kreisky I)
- 1983–1986 Abgeordneter zum Nationalrat (XVI. GP), SPÖ
- 16. Juni 1986 bis zum 21. Jänner 1987 Bundesminister für auswärtige Angelegenheiten im kurzen Kabinett Vranitzky I
- 1987–1990 Abgeordneter zum Nationalrat (XVII.–XVIII. GP), SPÖ
- Vorsitzender des Außenpolitischen Ausschusses des Nationalrates
- Internationaler Sekretär und außenpolitischer Sprecher der SPÖ
- 17. Dezember 1990 bis zum 3. April 1993 Staatssekretär für Europafragen im Bundeskanzleramt im Kabinett Vranitzky III
- Ehrenpräsident der Österreichischen Gesellschaft für Europapolitik
- Sonderbeauftragter der Bundesregierung für die Koordinierung der Bemühungen um einen nichtständigen Sitz im UN-Sicherheitsrat
- Vorsitzender der „Jankowitsch-Kommission“ zur Aufklärung des Skandals um Visa-Handel an österreichischen Vertretungsbehörden im Ausland

## Ehrungen
- Bundesverdienstkreuz am Bande (26. März 1962)[5]
- 1976: Großes Silbernes Ehrenzeichen für Verdienste um das Land Wien
- 1980: Großes Silbernes Ehrenzeichen für Verdienste um die Republik Österreich
- 1984: Großkreuz des Ordens des Infanten Dom Henrique[6]
- 1991: Kommandeur mit Stern des Falkenordens
- 2013: Großer Verdienstorden des Landes Südtirol
- Komturkreuz mit Stern des französischen Verdienstordens
- 2022: Theodore von Karman Preis der Internationalen Akademie für Astronautik (IAA)[7]